# 평안북도의 사찰 목록
한국의 사찰 (평안북도)는 평안북도의 절 목록이다.

## 목록
- 금광사 - 평안북도 의주군 석숭산
- 천주사 - 평안북도 녕변군 녕변읍
- 서운사 - 평안북도 녕변군 녕변읍
- 양화사 - 평안북도 태천군 상단리

## 같이 보기
- 한국의 사찰 (지역별)